# Geelwit walstro
Geelwit walstro (Galium ×pomeranicum) is een overblijvende plant, die tot de sterbladigenfamilie behoort. Het is een hybride van Galium mollugo (glad walstro) met Galium verum (geel walstro). De soort komt van nature voor op het Noordelijk halfrond in de gematigde en koelere streken.  Het aantal chromosomen is 2n = 44.
De plant wordt 15-115 cm hoog en vormt een wortelstok, die vaak ondergrondse uitloper heeft. De rondachtige, aan de onderkant vierkantige stengel heeft vaak korte haren. De stervormige rangschikking van de bladeren, als spaken rond een wiel, bestaat uit twee blaadjes, de overige zijn steunblaadjes die echter een soortgelijke vorm en functie hebben. De lijnvormige blaadjes zijn behaard, waarvan de randen iets naar beneden zijn gekruld. De gedroogde blaadjes worden niet zwart.
Geelwit walstro bloeit vanaf juni tot in september met lichtgele tot geelwitte, 2-4 mm grote bloemen. De vier kroonbladen hebben een spitse punt. De bloeiwijze is een eivormige pluim.
De vrucht is een tweedelige splitvrucht.

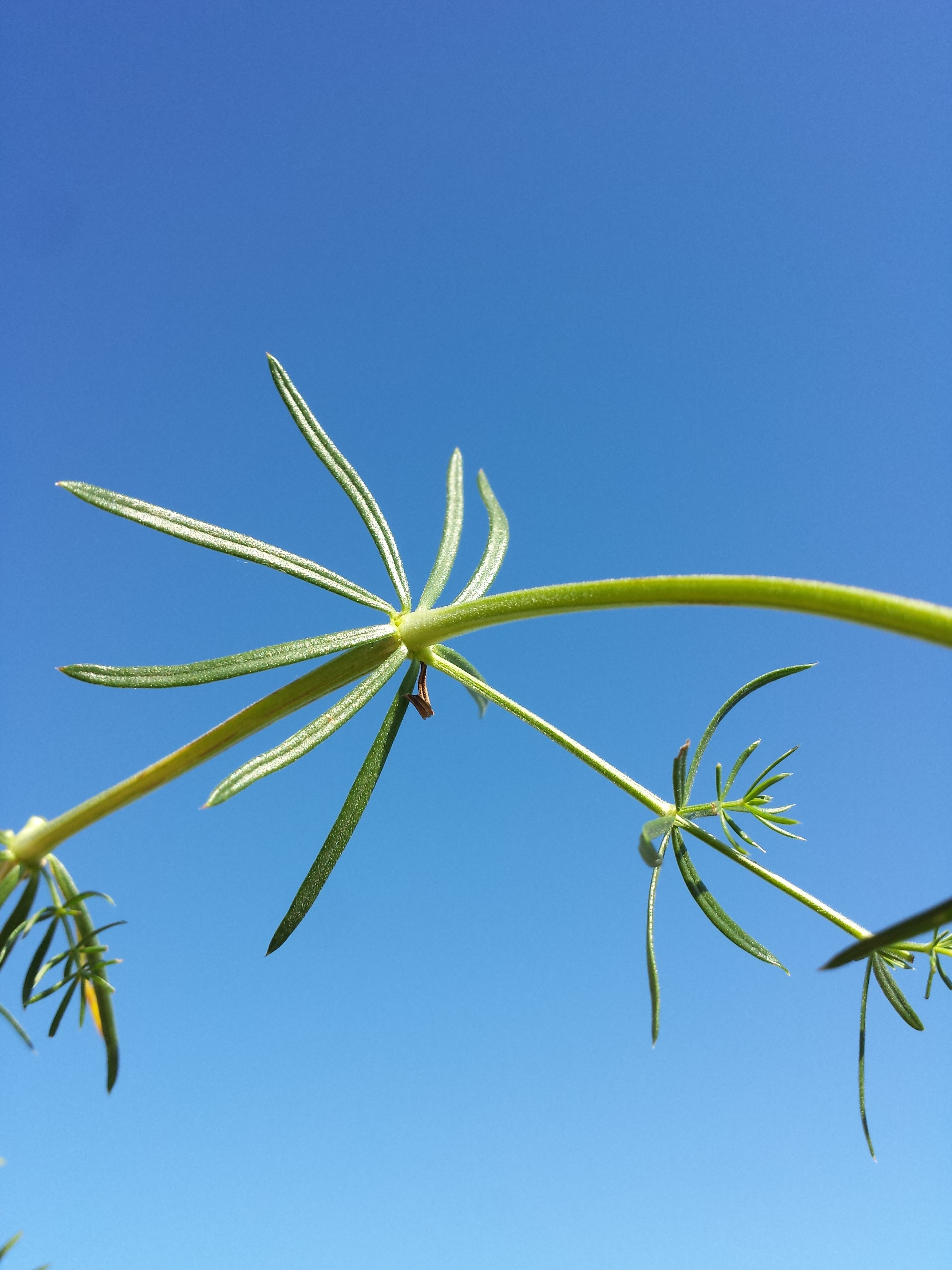
Stengel
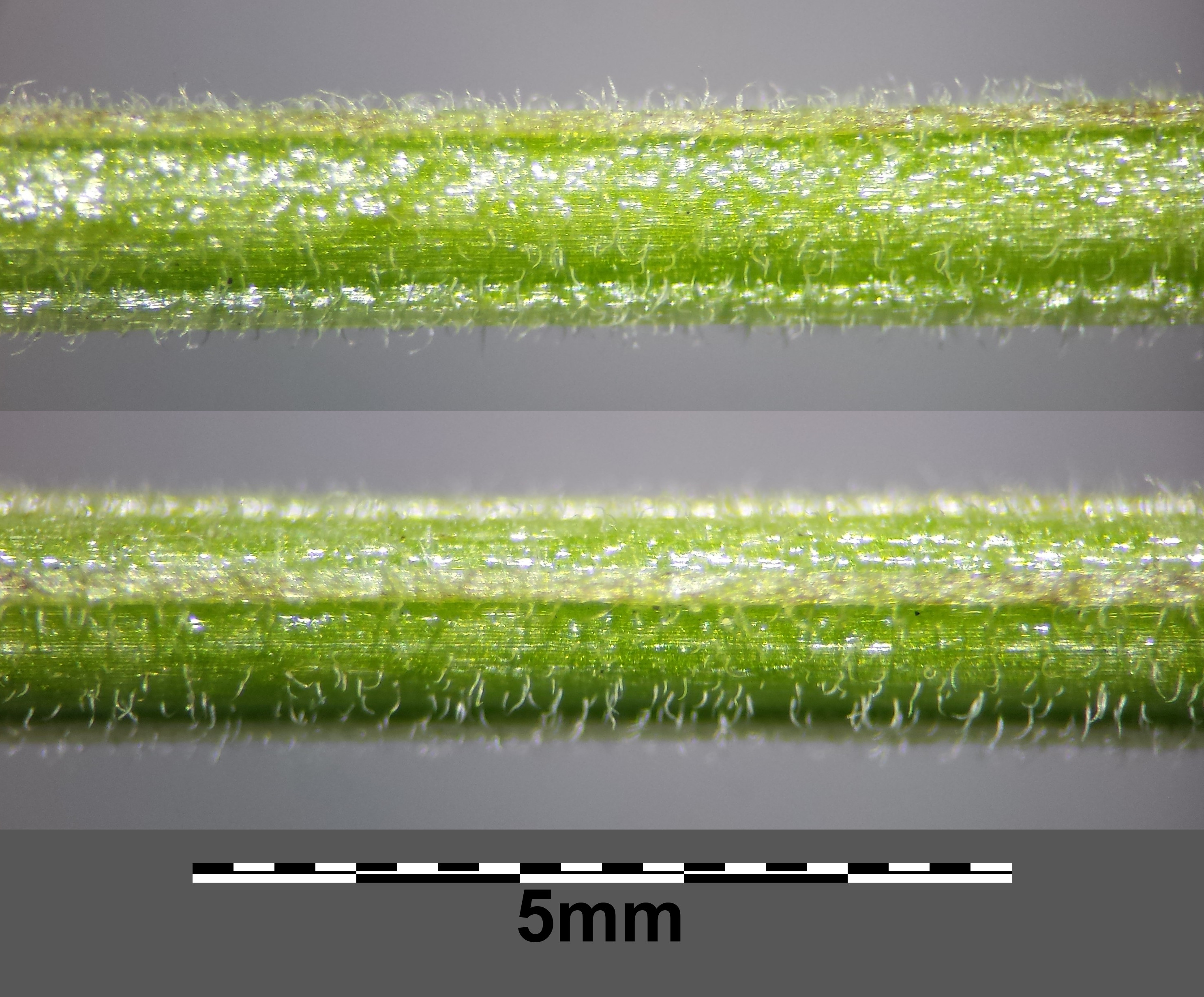
Stengel
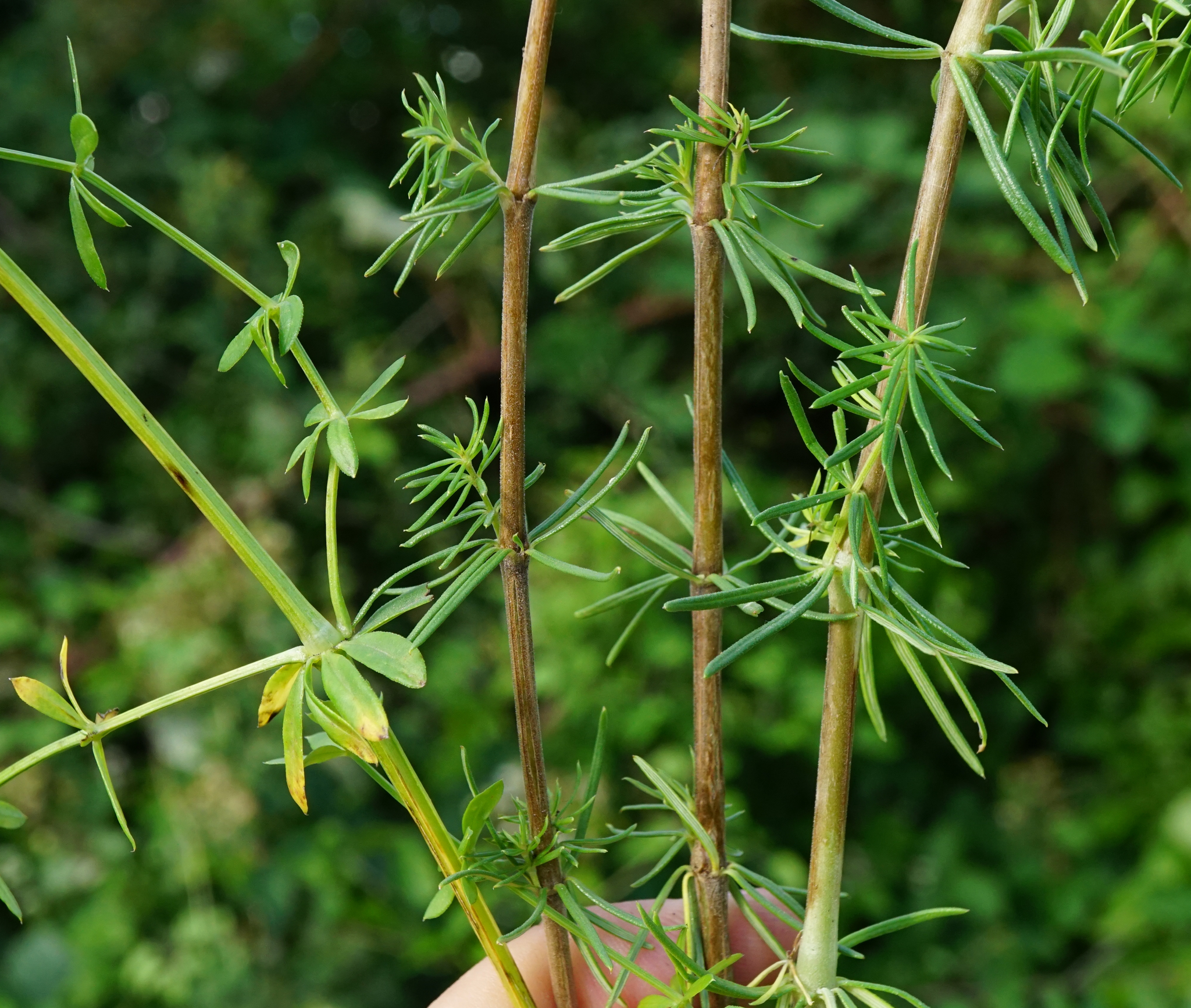
Blaadjes
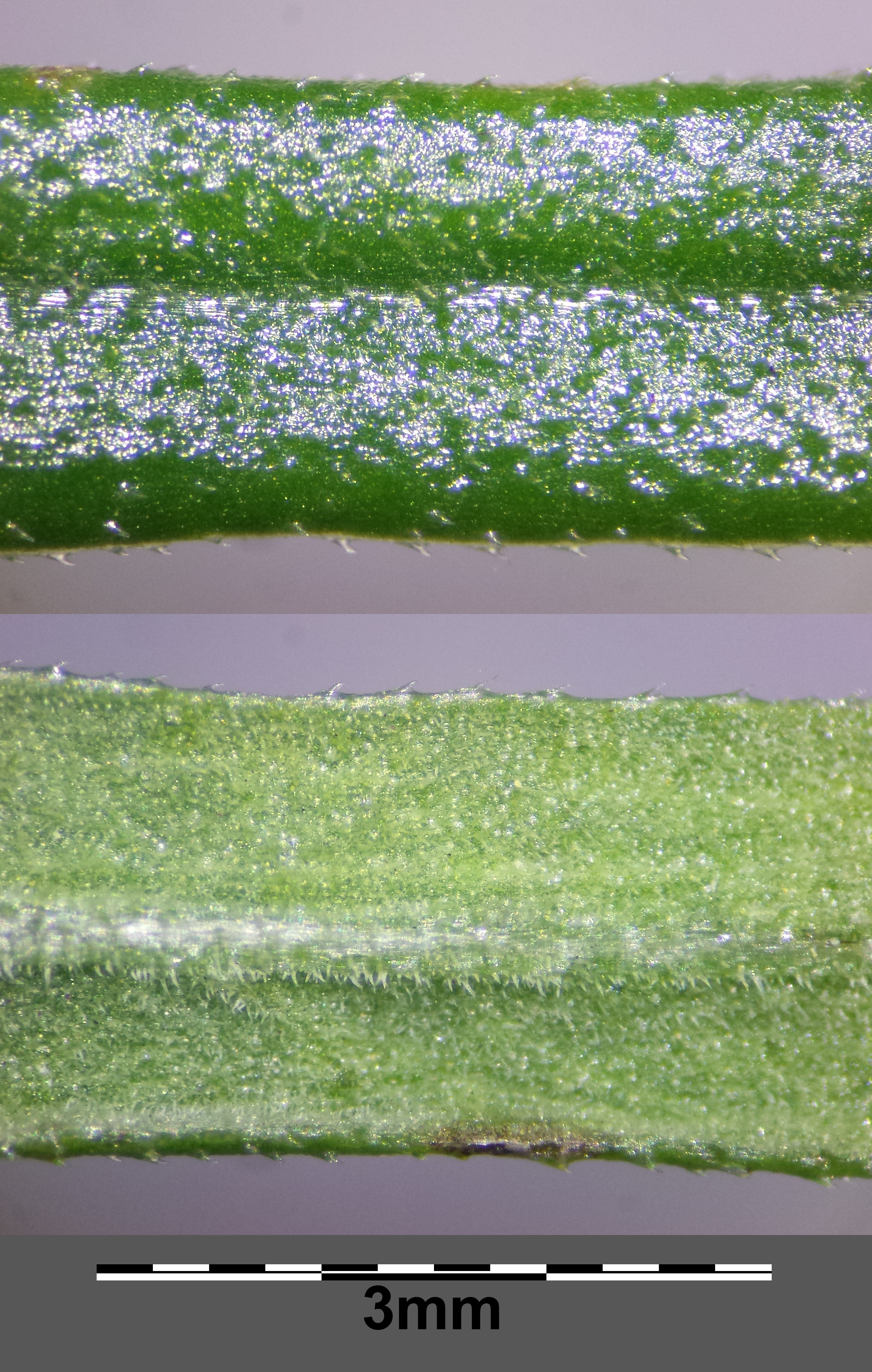
Blaadje, boven- en onderzijde
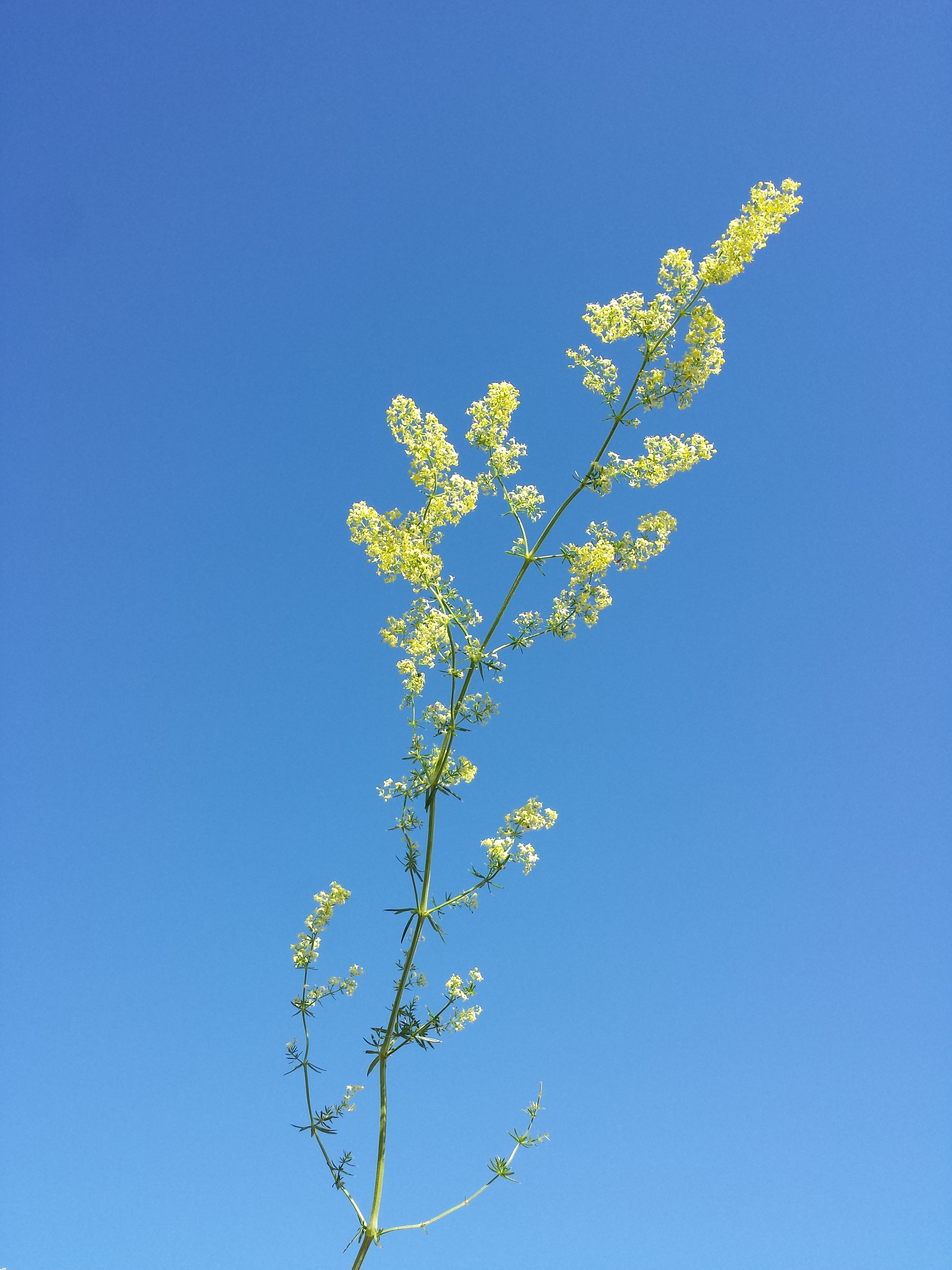
Bloeiwijze
Bloem

Geelwit walstro komt voor op zand en zavel in grasland, bermen en zeeduinen.